# Самарское знамя
Сама́рское знамя (болг. Самарско знаме) — один из символов вооружённых сил Болгарии. Полотно, вышитое монахинями Иверского женского монастыря, было подарено жителями Самары болгарским ополченцам во время Русско-турецкой войны.
Самарское знамя — это трёхцветный флаг размером 1,85×1,90 метров из шёлковых полотен красного, белого и синего цветов. В центре полотнища находятся изображения Богоматери и Кирилла и Мефодия в золотом кресте, вышитые по рисунку петербургского художника Николая Симакова. Серебряный наконечник флагштока был выполнен в византийском стиле по эскизу графа Рошфора.
Знамя было вручено болгарским ополченцам недалеко от города Плоешти 18 мая 1877 года. Делегацию из Самары возглавляли Ефим Кожевников и Пётр Алабин.
Флаг был передан Знамённой ротой болгарского ополчения — 3-й роте из 3-й дружины. Ополченцы сражались с ним в битвах за Стара-Загору и Нова-Загору, за Шипку и Шейново.
Сначала знамя хранилось в Радомире, где размещалась до демобилизации 3-я ополченская дружина. После демобилизации последний знаменосец Никола Павлов Корчев переехал из Радомира в Варну, где жил до конца своей жизни. В 1881 году знамя было перевезено в Царский Дворец в Софии (сейчас — Национальная художественная галерея), где хранилось до 1946 года. Сейчас Самарское знамя хранится в Национальном музее военной истории Болгарии в отдельном помещении с особыми условиями и под усиленной охраной.
Самарское знамя — единственное полотнище, награждённое Орденом «За храбрость» республики Болгария, который позднее был помещён в богато украшенный наконечник флагштока.
Современные флаги Самарской области и города Самары, утверждённые в 1998 году, взяли за основу именно Самарское знамя.

## Копии знамени
Первые копии знамени были изготовлены в 1958 году. Одна из них была передана Центральному военному музею СССР. Ещё два полотна были сделаны позже: первое — в 1978 году в мастерской Михаила Малетского, а другое было вышито для Национального музея военной истории Болгарии в 2006 году послушницами Монастыря Покрова Святой Богоматери.
В 1981 года точная копия знамени была подарена болгарами городу Куйбышеву. Ныне она хранится в Музее истории войск Приволжского военного округа г. Самары.
11 августа 2008 года депутат Народного собрания Болгарии Евгений Жеков и вице-мэр города Стара-Загора Мария Динева привезли в Самарскую область копию знамени, которое было изготовлено одним из наиболее известных художников Болгарии — Димо Геновым. Болгарская делегация передала знамя Иверскому монастырю.
В 2016 году копия знамени была передана Московским общественным фондом культуры Самарскому областному историко-краеведческому музею им. П. В. Алабина.